# Теодор Чипев
Теодор Антонов Чипев (bułg. Теодор Антонов Чипев, нар. 18 березня 1940, Софія) – болгарський адвокат і політик, колишній міністр юстиції Болгарії і суддя Суду загальної юрисдикції ЄС, а також шахіст.

## Біографія
1961 року закінчив юридичний факультет Софійського університету. 1977 року здобув ступінь доктора юридичних наук. Був адвокатом (1963-1964), юрисконсультом на державному підприємстві з міжнародних перевезень (1964-1973) та науковим співробітником Болгарської академії наук (1974-1988). З 1988 по 1991 рік викладав суспільну поведінку в Софійському університеті.
У 1991-1994 роках був суддею болгарського Конституційного суду. З жовтня 1994 по січень 1995 року обіймав посаду міністра юстиції в уряді Ренети Інджової. У 1995-2006 роках був професором в Новому болгарському університеті в Софії, а в 2001-2006 роках також в Пловдивському університеті. Також був старшим партнером у юридичній фірмі Georgiew, Todorow & Ko.
Після вступу Болгарії до ЄС у 2007 році був суддею Суду загальної юрисдикції ЄС і перебував на тій посаді до 2010 року. Пішов у відставку за станом здоров'я.
У 1960-х роках був активним шахістом. 1960 року в Софії взяв участь у фіналі чемпіонату Болгарії, посівши 16-те місце. В складі другої збірної Болгарії взяв участь у шаховій олімпіаді 1962. Між 1961 і 1964 роками чотири рази представляв Болгарію на командному чемпіонаті світу серед студентів, здобувши 1963 року в Будві бронзову медаль. За даними ретроспективної системи Chessmetrics, найкращу гру показував у січні 1963 року, займаючи тоді 412-те місце у світі.